# 平川結月
平川 結月（ひらかわ ゆづき、2001年〈平成13年〉10月27日 - ）は、日本の女優。熊本県出身。2025年5月31日までLDH JAPAN所属、同年7月7日からCRG所属。

## 略歴
2018年開催の「LDH Presents THE GIRLS AUDITION」にてボーカル・ダンス部門のグランプリを獲得し、芸能界入り。同年12月26日にLDH JAPANへの所属が発表された。
2021年、ウェブドラマ『お茶にごす。』でドラマデビュー。
2023年、『王様戦隊キングオージャー』でヒロインの一人であるリタ・カニスカ / パピヨンオージャー役を演じる。同年、集英社『週刊プレイボーイ』2023年4月3日号で雑誌グラビア初掲載。
2024年2月、女性ファッション誌「ELLE」のシスターメディアである「ELLEgirl」のELLEgirl UNIに加入する。
2025年5月31日、所属事務所であるLDH JAPANを退所したことを報告した。同年7月7日、CRGに所属することを発表した。

## 人物
- 5歳上の兄がいる[5]。
- 趣味は歌うこと[15]。特技はバスケットボール[5]、エレクトーン[15]。好きな食べ物は馬刺し[5]。
- 幼少期から兄の影響でやっていた『太鼓の達人』が得意で、一番難しい「おに」もノーミスでクリアできる[5]。
- ハロー!プロジェクト、特にJuice=Juiceが好きである[16]。好きな曲は「禁断少女」で松永里愛、工藤由愛を推している。
- 正しくは「ゆづき」である[17][18][1]が、誤って「ゆずき」と表記されることがある[15]。

## 出演

### テレビドラマ
- プロミス・シンデレラ（2021年7月13日 - 9月14日、TBS） - 安達桃花 役[19]
- ブラザー・トラップ 第3話・第4話（2023年2月7日・14日、TBS） - 女子高生 役
- 王様戦隊キングオージャー（2023年3月5日 - 2024年2月25日、テレビ朝日） - リタ・カニスカ / パピヨンオージャー 役[20]
- 年下童貞くんに翻弄されてます 第4話 -（2025年5月16日 - 6月13日、毎日放送） - 東沙也加 役[21]
- 失踪人捜索班 消えた真実 第6話（2025年5月16日、テレビ東京） - 遠藤奈々美 役[22]

### ウェブドラマ
- お茶にごす。（2021年3月5日、Amazon Prime Video[注 1]） - 奥沼民子 役[24]
- スーパー戦隊シリーズ
  - 王様戦隊キングオージャー ラクレス王の秘密 第1話・2話（2023年4月23日・6月4日、YouTube） - リタ・カニスカ 役
  - 王様戦隊キングオージャー IN SPACE（2024年11月10日、東映特撮ファンクラブ） - リタ・カニスカ / パピヨンオージャー 役[25]
- 他人未満-親愛なる疎ましい貴方-（2025年4月14日、UniReel） - 主演・神崎清香 役（本島純政とW主演）[26]

### 映画
- 昨日より赤く明日より青く-CINEMA FIGHTERS project-「BLUE BIRD」（2021年11月26日、LDH pictures）
- 映画 王様戦隊キングオージャー アドベンチャー・ヘブン（2023年7月28日、東映） - リタ・カニスカ / パピヨンオージャー 役[27]
- お嬢と番犬くん（2025年3月14日、東宝） - 里中 役[28]

### オリジナルビデオ
- スーパー戦隊シリーズ（東映ビデオ） - リタ・カニスカ / パピヨンオージャー 役
  - 王様戦隊キングオージャーVSドンブラザーズ（2024年10月9日）[29]
  - 王様戦隊キングオージャーVSキョウリュウジャー（2024年10月9日）[30]
  - 爆上戦隊ブンブンジャーVSキングオージャー（2025年10月29日〈予定〉）[31]

### 舞台
- 魍魎の匣（2019年6月21日 - 30日、銀河劇場 / 7月4日 - 7日、AiiA 2.5 Theater Kobe） - 楠本頼子 役
- 朗読劇『BOOK ACT』芸人交換日記 Short Book Act（2020年2月5日・6日・8日・9日、日本青年館ホール）
- 丸裸刑事（2022年6月25日、キンケロ・シアター）
- どうか妹だけは助けてください（2023年2月3日 - 5日、THEATER GREEN BOX in BOX）
- スーパー戦隊シリーズ - リタ・カニスカ / パピヨンオージャー 役
  - 王様戦隊キングオージャーショー
    - 真なる邪悪の王降臨?!伝説の力がチキューを滅ぼす!（2024年1月6日 - 28日、シアターGロッソ）[32]
    - 王様、この地に集う!（2024年2月3日 - 3月17日、シアターGロッソ）[33]
    - ファイナルライブツアー2024（2024年3月31日、静岡市民文化会館 / 4月7日、札幌文化芸術劇場 hitaru / 4月14日、仙台サンプラザホール / 4月21日、新潟県民会館 / 4月27日・28日、Niterra日本特殊陶業市民会館 / 5月11日、広島文化学園HBGホール / 5月12日、福岡サンパレス / 5月18日・19日、オリックス劇場）[34]
- 「5分後に意外な結末」The Stage（2024年12月7日・8日、Hall Mixa）
- 朗読劇『ROOM』2025（2025年6月30日・7月1日、シアターサンモール）[35]
- 朗読劇『あの花が咲く丘で、君とまた出会えたら。』（2025年7月3日、シアター1010） - 百合 役[36]
- 舞台『アーモンド』（2025年8月30日 - 9月14日〈予定〉、シアタートラム / 9月19日 - 21日〈予定〉、近鉄アート館） - ドラ 役[37]
- ハイセンスA3-D 朗読演劇『図書委員界』（2025年10月10日 - 13日〈予定〉、CBGKシブゲキ!!） - ユメカワ 役[38]

### CM
- BRIDGESTONE ポスター（2020年）
- YouTube Premium「ヘアメイク篇」（2020年）
- 森永製菓 ICE BOX WEB CM （2020年）
- AMAZING COFFEE×MACHI café タイアップ第5弾「アメージング ジャスミンカフェラテ」スペシャルムービー（2021年）
- 名古屋外国語大学 シネアド（2021年）
- 花王 Essential THE BEAUTY WEB CM （2021年）
- サカイ引越センター「私の引越日記」（2025年1月 - ）[39]

### イベント
- 王様戦隊キングオージャー完結記念イベントin上海（2025年1月19日）

### 玩具
- 王様戦隊キングオージャー おしゃべりちびもっふんプレミアム（2023年11月20日）
- 王様戦隊キングオージャー オージャカリバー -MEMORIAL EDITION-（2024年11月27日）
- 王様戦隊キングオージャー MEMORIALIZE DATA CARD（2024年12月23日）

## 書籍

### 写真集
- ゆづき。（2024年5月2日、ワニブックス、1st写真集、ISBN 978-4-84-708550-5）

### デジタル写真集
- リタさんの素顔（2023年3月20日、集英社、週プレ PHOTO BOOK、ASIN B0BYRSRDZ8）

## ディスコグラフィ

### キャラクターソング
| 発売日       | 商品名                                              | 歌                                            | 楽曲                           | 備考                                               |
| ------------ | --------------------------------------------------- | --------------------------------------------- | ------------------------------ | -------------------------------------------------- |
| 2024年2月7日 | 王様戦隊キングオージャー キャラクターソングアルバム | パピヨンオージャー/リタ・カニスカ（平川結月） | 「もっふんのうた（リタver.）」 | 特撮テレビドラマ『王様戦隊キングオージャー』関連曲 |